# مركز الأزهر لتعليم اللغة الإنجليزية
مركز الأزهر لتدريب اللغة الإنجليزية هو منشأة لتعليم اللغة الإنجليزية بجامعة الأزهر في القاهرة بتمويل من جامعة الأزهر بدعم من الحكومة البريطانية. افتتاح المركز في فبراير 2008 ويديره المجلس الثقافي البريطاني . ويهدف المركز إلى إكساب الطلاب الممهارات اللازمة "لمناقشة وشرح الإسلام"، وبالأخص لغير المسلمين، بالإضافة إلى تدريب المعلمين المصريين على المنهجية والتوجيه والإدارة والمعرفة.